# Epicosymbia subfasciata
Epicosymbia subfasciata är en fjärilsart som beskrevs av Louis Beethoven Prout 1933. Epicosymbia subfasciata ingår i släktet Epicosymbia och familjen mätare. Inga underarter finns listade i Catalogue of Life.